# Chandpur
Chandpur es una ciudad y municipio situado en el distrito de Bijnor en el estado de Uttar Pradesh (India). Su población es de 83441 habitantes (2011). Se encuentra a 130 km de Nueva Delhi

## Demografía
Según el  censo de 2011 la población de Chandpur era de 83441 habitantes, de los cuales 43354 eran hombres y 40087 eran mujeres. Chandpur tiene una tasa media de alfabetización del 70,15%, superior a la media estatal del 67,68%: la alfabetización masculina es del 74,73%, y la alfabetización femenina del 65,20%.